# SN 2001au
SN 2001au – supernowa odkryta 16 marca 2001 roku w galaktyce A151649-0007. W momencie odkrycia miała maksymalną jasność 18,60m.